# WS-51 蜻蜓
WS-51 蜻蜓直升機（英語：Dragonfly)是一款由威斯特蘭獲得西科斯基授權製造的本土版西科斯基 S-51。

## 發展

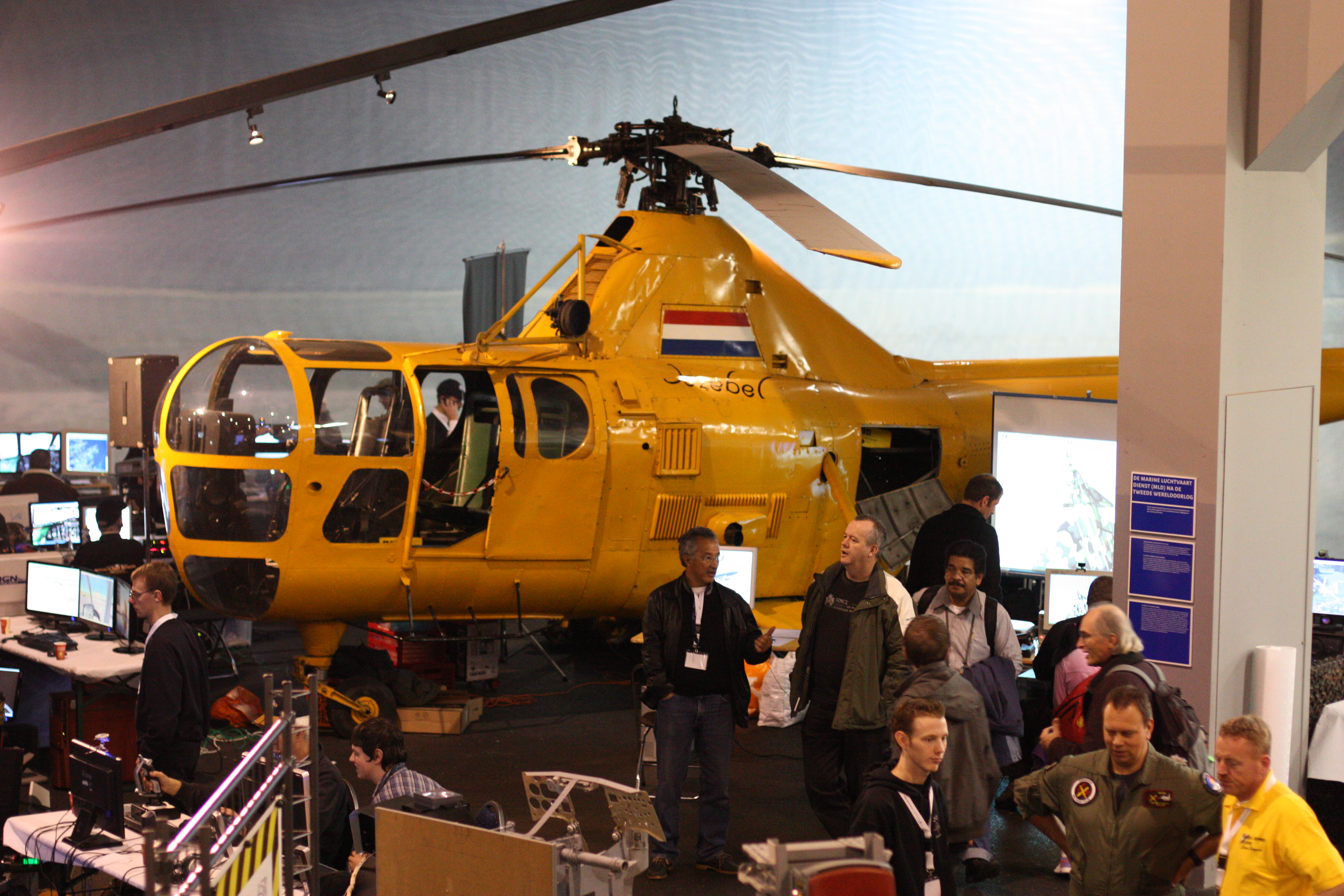
在荷蘭萊利斯塔德的盧克特瓦博物館靜態展示的HR.5

1947年1月19日，威斯特蘭與西科斯基簽署協議，允許其在英國生產英國版的S-51。威斯特蘭也藉此推出一個修改版本，稱為威斯特蘭野鴨，但在商業上並不成功。
由於需要修改，並且採用新的發動機，因此導致計畫延誤。該原型機最終於1948年10月5日由艾倫·布里斯托(Alan Bristow)於約維爾試飛。註冊號碼為G-AKTW的原型最終使用16個月製造。
經過評估後，英國軍方收到了初步訂單，皇家海軍訂購13架HR.1，皇家空軍訂購了3架HC.2。
共有72架蜻蜓進入英國皇家海軍艦隊航空隊服役，承擔訓練、海空救援和通訊任務。第一個裝備這些直升機的部隊是第705海軍航空中隊，該中隊被認為是美國境外組成的第一個全直升機中隊。蜻蜓是第一架由英國自製的海軍直升機，也是第一款能在英國船上進行操作的直升機(於1951年在杜肯堡號上執行測試)。1953年，蜻蜓在伊莉莎白二世加冕禮中，領頭帶領其餘直升機一同參與閱兵。
海軍計劃將“蜻蜓”升級成野鴨直升機。其擁有更大的機艙和更強勁的動機，稱為“Dragonfly HR.7”，但由於國防削減而於 1957年放棄。1950年代末，蜻蜓逐漸被更新的旋風直升機取代(同為西科斯基授權生產的直昇機)。1953年北海大洪水期間，蜻蜓參與救援行動，而在馬來亞緊急狀態期間，蜻蜓也負責撤離及疏散傷者。
而民用版本則共生產51架。農業公司將其用於農藥噴灑，銀城航空、倫敦旗幟晚報和 Fairey Aviation則將其用作運輸機，並且銷售到日本、比屬剛果、墨西哥和挪威等國。

## 型號
Westland/Sikorsky WS-51
原型機
Dragonfly HR.1
英國皇家海軍的海空搜救直升機，裝配Alvis 50 徑向活塞發動機，共建造13架，後來有一些改造成HR.5
Dragonfly HC.2
英國皇家空軍的傷員後送直升機，與民用Mark 1A相似。共建造2架和1架由民用Mark 1A改裝而成
Dragonfly HR.3
英國皇家海軍的海空搜救直升機。與Dragonfly HR.1類似，但配備全金屬旋翼，共建成71架，後來一些改造成HR.5
Dragonfly HC.4
英國皇家空軍的傷員後送直升機，但配備全金屬旋翼，共建造13架
Dragonfly HR.5
英國皇家海軍的海空搜救直升機，配備Alvis Leonides 23/1發動機並更新儀表和航空電子設備。由HR.1跟HR.3改裝，共25架
Westland-Sikorsky WS-51 Mk.1A
民用運輸版本，裝配1具阿爾維斯·萊昂尼德斯521/1 徑向活塞發動機，共建造36架
Westland-Sikorsky WS-51 Mk.1B
民用運輸版本，裝配1具普惠R-98徑向活塞發動機，共建造15架

## 用戶

### 軍隊及政府
錫蘭
- 皇家錫蘭空軍 -2架Mk 1A[5]

 埃及
- 埃及空軍 -2架Mk 1B[4]

 伊拉克
- 伊拉克皇家空軍 -3架於1952年抵達[6]

 義大利
- 義大利空軍 - 2架Mk 1A[4]

 日本

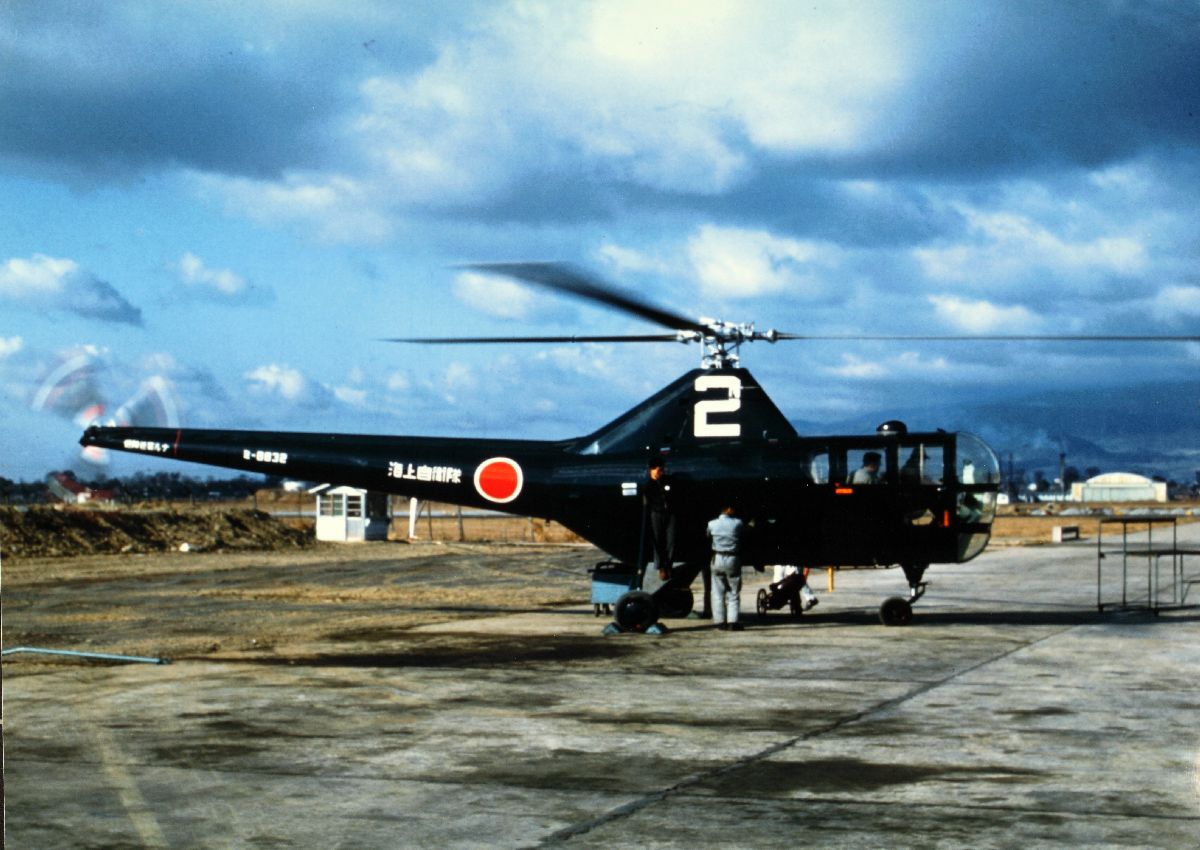
日本海自的S-51

- 海上自衛隊  -3架Mk 1A,編號S-51[7]

 泰國

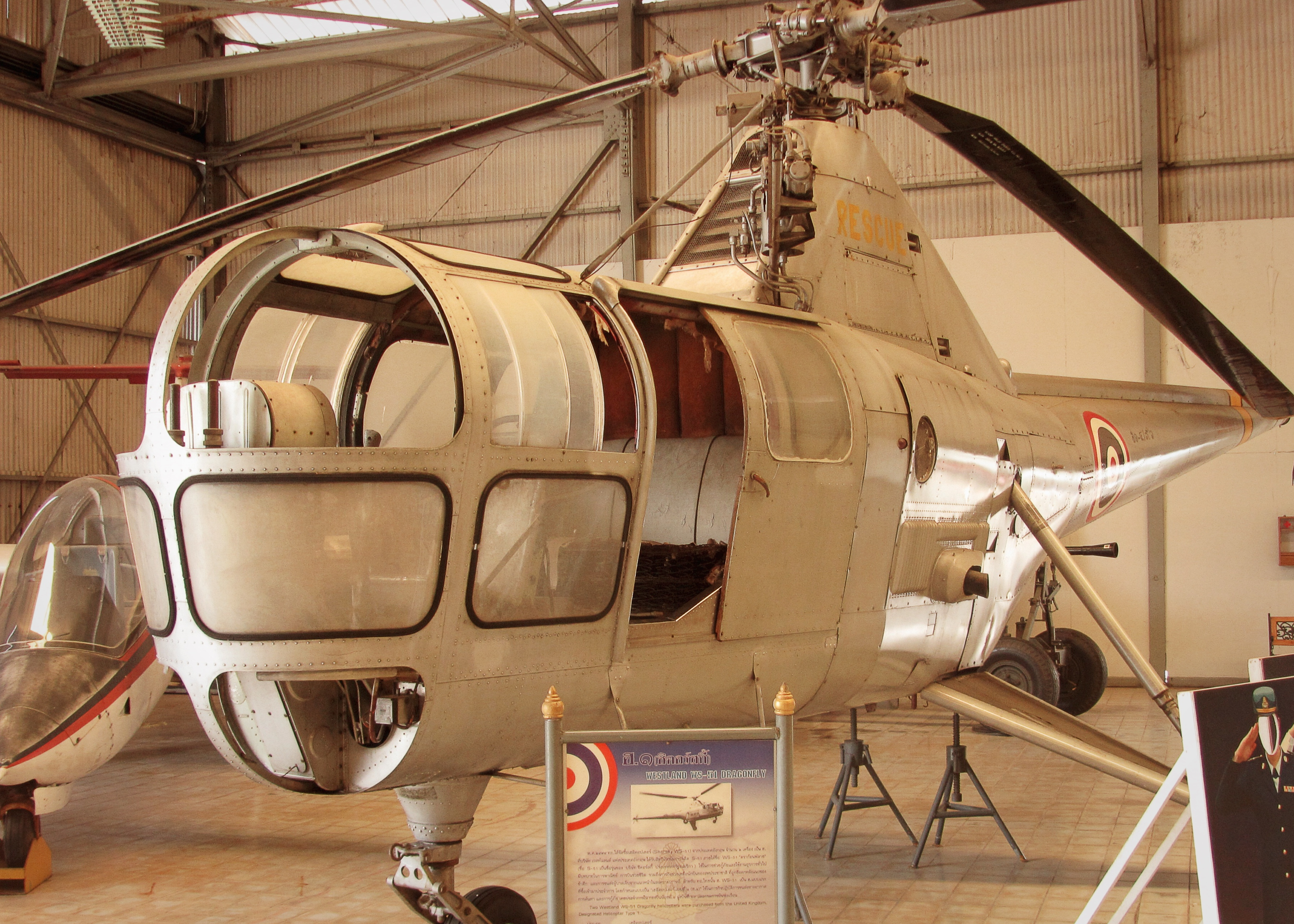
展示於泰國皇家空軍博物館的WS-51 Mk.1A

- 泰國皇家空軍 -3架Mk 1A,編號Type 1[8]

 英国

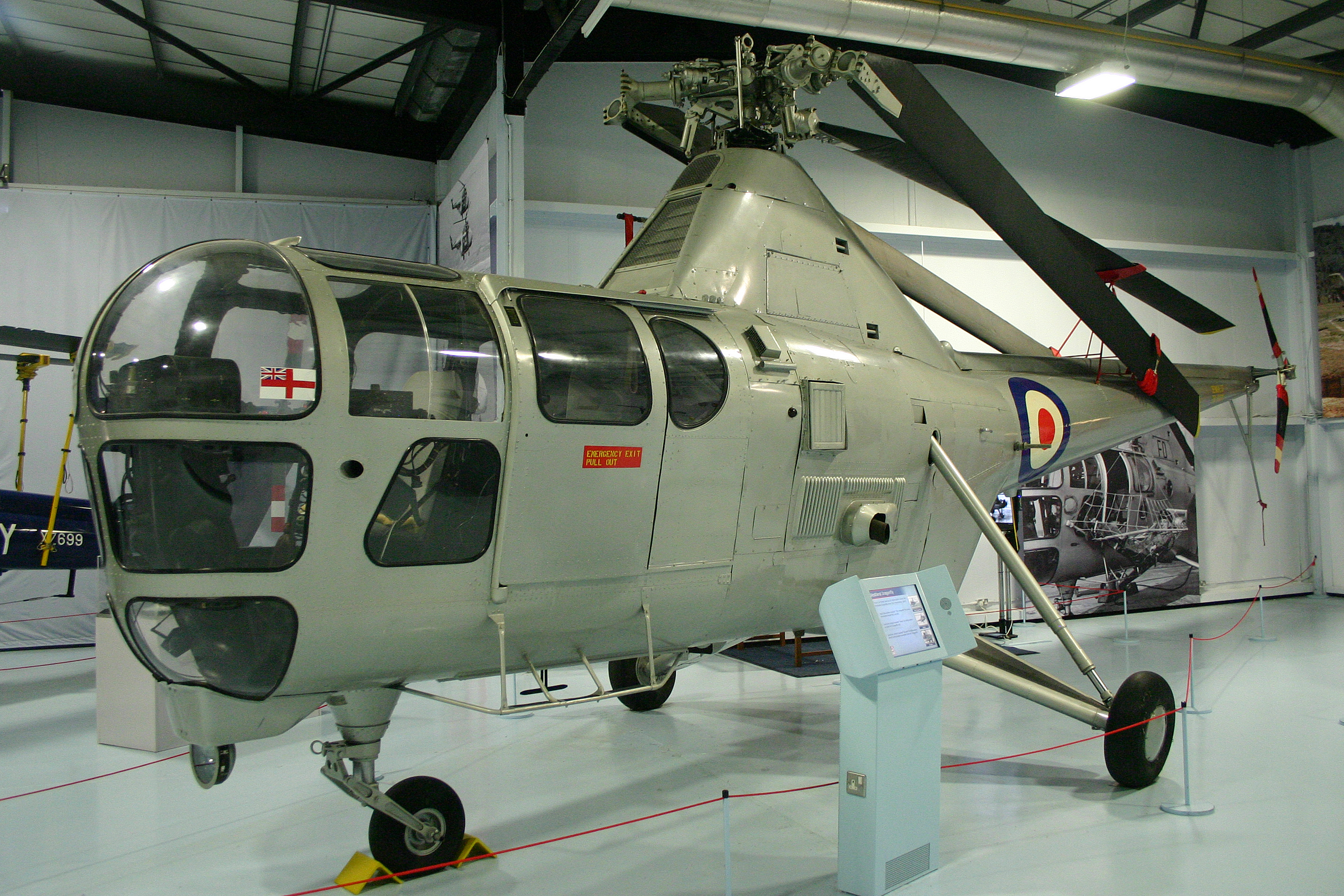
位於伊奧費頓的艦隊航空兵博物館的HR.1

- 英國皇家空軍 - 15架HC.2和HC.4[9]
  - 遠東傷員後送（英语：Casualty evacuation） [10]
  - 第 194 中隊（英语：No. 194 Squadron RAF）[11]
- 英國皇家海軍[12]
  - 不列顛尼亞皇家海軍學院[13]
  - 第700海軍航空中隊（英语：700 Naval Air Squadron）[13]
  - 第701海軍航空中隊（英语：701 Naval Air Squadron）[14]
  - 第705海軍航空中隊（英语：705 Naval Air Squadron）[14]
  - 第727海軍航空中隊（英语：727 Naval Air Squadron）[13]
  - 第728海軍航空中隊（英语：728 Naval Air Squadron）[13]
  - 第744海軍航空中隊（英语：744 Naval Air Squadron）[13]
  - 第771海軍航空中隊（英语：771 Naval Air Squadron）[13]

 南斯拉夫
- 南斯拉夫空軍 -10架Mk 1B[15]

### 民用

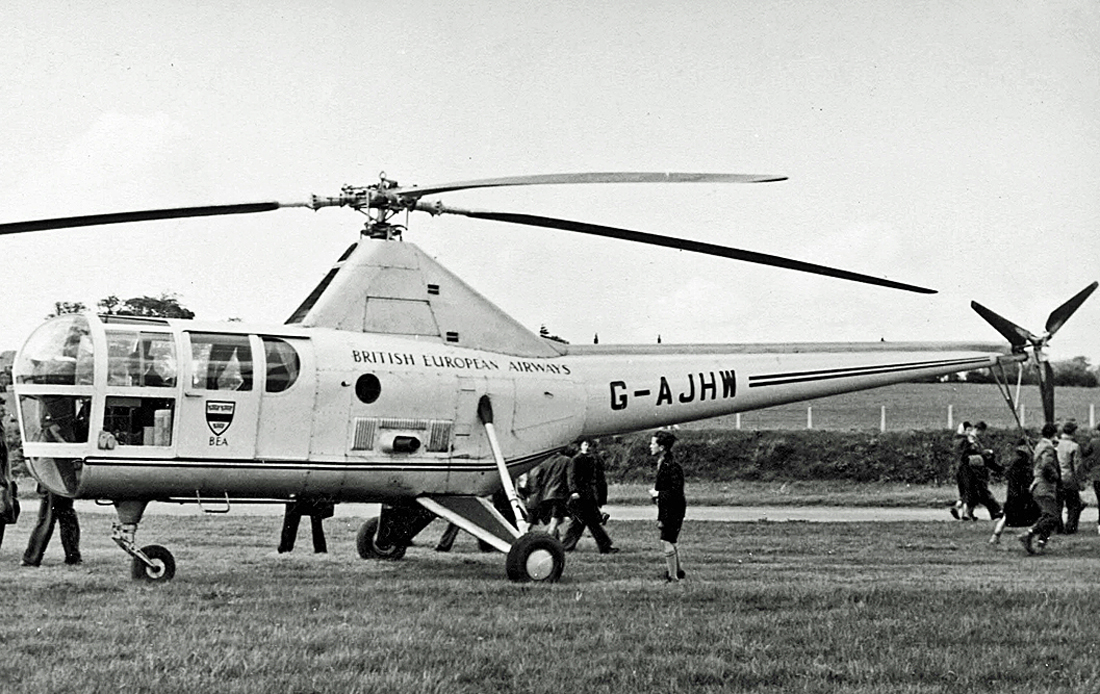
英國歐洲航空的S-51，攝於1953年

比利时
- 比利時航空[16]

 日本
- 東北電力[17]

 英国
- 英國歐洲航空[12]
- 銀城航空（英语：Silver City Airways）[4]
- 空勤艦隊需求單位（英语：Fleet Requirements Unit）民用單位，由Airwork Services（英语：Airwork Services）為艦隊航空隊進行日常維護[18]

### 傳記
- . Orbis Publishing.
- Howard, Lee; Burrow, Mick; Myall, Eric. . Air-Britain Historians Limited. 2011. ISBN 978-0-85130-304-8.
- Ballance, Theo. . Air-Britain. 2016. ISBN 978 0 85130 489 2.
- Jackson, A.J. . Putnam & Company Limited. 1974. ISBN 0-370-10014-X.
- James, D. . London: Putnam Aeronautical Books. 1991. ISBN 9780851778471.
- Jefford, C G. . Shrewsbury: Airlife. 1988. ISBN 1-85310-053-6.

## 外部連結
- Westland Dragonfly （页面存档备份，存于） entry in the helis.com database
- Pictorial of a Westland Dragonfly Restoration. （页面存档备份，存于）

1. ↑  HC Mk.4 4,380磅（1,990）, HC Mk.2 4,450磅（2,020） including stretcher panniers
2. ↑  HC Mk.2, HC Mk.4 5,870磅（2,660）